# Adress-Kontor för Östergötland med Wadstena län
Adress-Kontor för Östergötland med Wadstena län var en dagstidning utgiven i Linköping från den 12 februari 1831 till 3 december samma år.
Utgivningsbevis för tidningen utfärdades den 4 februari 1831 för före detta vice notarien i Kungliga Svea Hovrätt Axel Petré. Tidningen trycktes hos Axel Petré med frakturstil och antikva. Den gavs ut två dagar i veckan onsdagar och lördagar med 2 sidor i varje nummer i kvartoformat med satsytan 20.3 x 16 cm. Prenumeration kostade 1 riksdaler 12 skilling banko.